# Orzeł legionowy

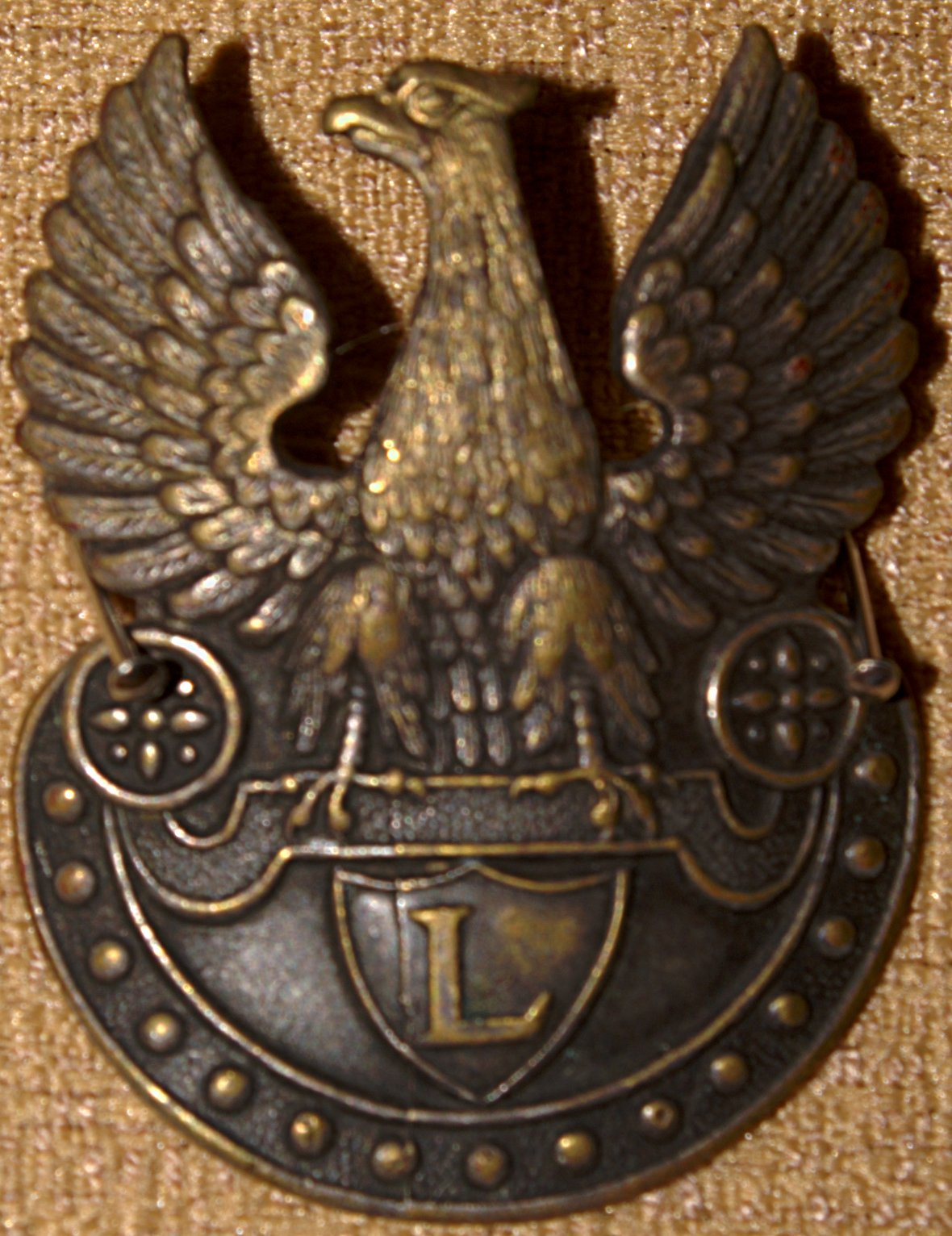
Orzełek legionowy z czapki "Maciejówki"

Orzeł legionowy – wariant polskiego orła wojskowego używanego w Legionach Polskich w trakcie I wojny światowej.

## Opis symbolu
Srebrny orzeł, z wzniesionymi do wysokości głowy skrzydłami, obrócony w heraldycznie prawą stronę, trzymający w szponach tarczę Amazonek zwaną peltarionem. Na tejże tarczy, centralnie, litera L, wpisana w mniejszą tarczę herbową typu szwajcarskiego.

## Autor projektu
Autorem projektu orła legionowego był Czesław Jarnuszkiewicz - późniejszy generał brygady Wojska Polskiego. Projekt ten był wzorowany na orzełku bez korony noszonym przez członków paramilitarnej organizacji "Strzelec", tego samego autora.